# GTEC
GTEC（ジーテック）とは、ベネッセコーポレーションが実施している英語4技能検定。正式名称は「Global Test of English Communication」であり、その頭文字をとっている。

## 特徴
GTEC（ジーテック）は、使える英語力を絶対評価で測定する、スコア型の検定。「聞く」「話す」「読む」「書く」の4技能の英語力を測定する。
小学校・中学生向けのGTEC Junior、中学生・高校生対象のGTEC、大学生・社会人対象のGTEC Businessがあり、いずれも、英語4技能の測定に対応している。

## GTEC Junior
GTEC Juniorは、小学校5〜6年生の英語教科化を見据え、聞く・読むを測定する検定として2006年に誕生した。英語への関心・意欲・態度や、英語の聞く・話す活動を通じて触れてきた表現がどの程度身についているかを、タブレットを使って測る検定。2016年、2018年からの小学校英語教科化（先行実施）に向けて、4技能化した。Online以外は学校で申込み学校で受験する。
1人1台の受検者用タブレットが貸与され、イラスト・アニメーション等を盛り込んだ課題に取り組むことで、楽しみながら英語への関心・意欲・態度を測ることができる。Junior Onlineは自宅でPCまたはタブレットを用いたWEBテストで、2019年は2月5日〜4月30日に実施された。
- Junior 1 - 小学5年生、IRT方式、Grade 1～4で測定
- Junior 2 - 小学6年生、IRT方式、Grade 1～4で測定
- Junior Plus - 中学1〜2年生、IRT方式、Grade 1～5で測定
- Junior Online - 小学5年生〜中学2年生、素点方式、総合グレードのみなし判定

## GTEC
オフィシャルスコア証明書 「OFFICIAL SCORE CERTIFICATE」が得られる検定版は年3回特定日に実施。「SCORE REPORT」のみのアセスメント版は年に2回開催され、Speakingを含まない3技能の場合もある。CBTは個人申込で、年3回特定日に全国の公開会場で行われ、オフィシャルスコア証明書 「OFFICIAL SCORE CERTIFICATE」も得られる。Reading, Listeningはマーク式、Writingは記述式で、音声ガイダンスに従い問題冊子を読み解答する。Speakingはタブレットが貸与され、解答を録音する。CBTはすべてPCで測定する。
4技能をスコア型の絶対評価で測定し、それぞれのレベルでスコア上限値が設定されている。
- Core - 中2〜中3、上限840点
- Basic - 中3〜高2、上限1080点
- Advanced - 高1〜高3、上限1280点
- CBT - 高2後半〜高3、上限1400点

### CEFR との対応関係
2017年度の CEFR との対応関係。2018年3月に文部科学省が発表した対応関係と若干のずれがある。また2017年度に GTEC 側が発表した、GTEC CBT と IELTS Academic と TOEFL の対応関係も、3者の主張が噛み合っておらず、GTEC CBT 1370点は TOEFL 110点および IELTS 9.0 に相当すると GTEC 側は主張しているが、GTEC 側はこれを CEFR C1 と主張し、IELTS 側は CEFR C2 と主張している。
| CEFR | Reading | Listening | Writing | Speaking | 合計 |
| ---- | ------- | --------- | ------- | -------- | ---- |
| B2   | 280     | 290       | 300     | 320      | 1190 |
| B1   | 220     | 220       | 240     | 280      | 960  |
| A2   | 150     | 160       | 190     | 190      | 690  |
| A1   | 60      | 70        | 60      | 80       | 270  |

| CEFR | Reading | Listening | Writing | Speaking | 合計 |
| ---- | ------- | --------- | ------- | -------- | ---- |
| C1   | 330     | 340       | 350     | 350      | 1370 |
| B2   | 280     | 290       | 290     | 300      | 1160 |
| B1   | 220     | 220       | 220     | 220      | 880  |
| A2   | 150     | 160       | 100     | 100      | 510  |

## GTEC Business
世界初のオンライン英語4技能検定として1998年に誕生した、大学生・社会人向けのGTEC。すべてPCで測定する。最短10日でスコアがオンライン返却されるということもあり、企業の入社試験、大学のプレースメントテストとして実施されている。Listening, Reading, Writing, Speakingの4技能、ListeningとReadingの2技能が測定でき、企業内、大学内、公開会場、または自宅で受験できる。2018年3月まではListeningとSpeakingの2技能（企業・自宅のみ）の測定も可能だった。受検中にリアルタイムで受検者の能力に応じた問題が出題されるため、問題の難易度は受検者の能力により異なる。